# Brachycyrtus primus
Brachycyrtus primus là một loài tò vò trong họ Ichneumonidae.